# Cylichnidae
Cylichnidae zijn een familie van weekdieren uit de klasse van de Gastropoda (slakken).

## Geslachten
- Adamnestia Iredale, 1936
- Bogasonia Warén, 1989
- Cylichna Lovén, 1846
- Cylichnania Marwick, 1931 †
- Cylichnella Gabb, 1873
- Cylichnoides Minichev, 1977
- Decorifer Iredale, 1937
- Mamillocylichna Nordsieck, 1972
- Paracteocina Minichev, 1966
- Sphaerocylichna Thiele, 1925
- Toledonia Dall, 1902
- Truncacteocina Kuroda & Habe, 1955